# أذر شهر
أذر شهر (بالفارسية: آذرشهر) هي مدينة تقع في محافظة أذربيجان الشرقية في إيران. وهي إحدى المدن الغربية لهذه المحافظة ومركز مدينة آذرشهر. يقدر عدد سكانها بـ 36,475 نسمة .

## أعلام
- باهرام دباغ